# 加藤良三
加藤良三（日语：加藤良三，1941年9月13日—），是一位日本律師和外交官，於2001年至2008年間擔任日本駐美國大使。此外，他曾擔任日本職棒專員。

## 職業生涯
加藤曾在日本政府外務省任職。他先後畢業於東京大學法學院和耶魯大學法學院。除了在東京外務省擔任多個全球職位外，他還曾經在澳洲、埃及和美國為國家服務。
加藤大使在美國的職務包括擔任使館三秘（1967年 - 1969年）、使館公使（1987年 - 1990年），以及擔任駐舊金山總領事（1992年 - 1994年）。回國後，他曾擔任亞洲事務局局長（1995年至1997年）和外交政策局副局長（1997年至1999年）。在擔任外交部副部長（1999年 - 2001年）之後，他於2001年至2008年擔任日本駐美利堅合眾國大使。在太平洋兩岸，他因對問題有卓越的理解和對解決問題提出明確方向而受到肯定。在2007年，加藤曾在信中警告，如果眾議院通過121號決議，日美關係可能會受到嚴重、長期的損害。
2008年，加藤成為日本職業棒球駐東京專員。在發現2013年日本職業棒球賽季使用的棒球被秘密“榨汁”後，他於2013年辭職，儘管加藤聲稱他對這一變化一無所知。